# Clone Hero
Clone Hero é um jogo indie de ritmo criado por Ryan Foster, lançado em março de 2017. O jogo é um clone da franquia Guitar Hero, sendo assim, apresenta uma jogabilidade praticamente idêntica à dos games originais. O principal atrativo de Clone Hero é que este permite ao jogador tocar músicas criadas por outros usuários, o que resultou em uma grande comunidade de fãs em torno do jogo.

## Jogabilidade
Clone Hero apresenta uma jogabilidade praticamente idêntica à de Guitar Hero. Mais especificamente, o jogo é similar às edições posteriores da série, como World Tour e Warriors of Rock, usando os recursos de GUI desses jogos. A jogabilidade consiste em acertar notas coloridas em um controle em formato de guitarra ou bateria, tocando em sincronia com as músicas; embora no Clone Hero essas entradas possam ser mapeadas a um teclado ou qualquer outro dispositivo, como gamepads. Ao contrário da série Guitar Hero, por padrão, não há penalidade ao errar notas, além de quebrar o combo, impossibilitando que o usuário falhe na música, embora haja a opção de reabilitá-la.
Na guitarra, os jogadores devem segurar botões específicos alinhados a combinações de cinco notas coloridas que aparecem na tela em uma "highway", que simula um braço de guitarra; quando as notas atingem o final desta highway, o jogador deve palhetar para acertar as notas no ritmo da música. As notas podem ser singulares ou múltiplas de uma vez, formando um acorde. As notas podem também ser sustentadas, nas quais o jogador deve segurar o(s) botão(s) correspondente(s), após palhetar; a duração da nota é indicada por uma linha que acompanha a nota ou acorde. Há também notas de "palheta aberta" (ou "open notes"), representadas por uma barra roxa, que requerem que o jogador palhete sem apertar nenhum outro botão. Além das notas normais, existem "hammer-ons" e "pull-offs" (HOPOs) e "tap notes", que não exigem que o jogador as palhete para acertá-las; a diferença entre estes dois tipos é que uma sequência de HOPOs deve ser iniciada com uma palhetada, e o jogador deve palhetar novamente caso erre uma nota. Certas notas também podem fazer parte de uma sequência de "star power", marcada por uma série de notas contornadas por uma estrela. Acertar tal sequência com sucesso recompensa o jogador com o "star power", que pode ser usado para dobrar o multiplicador de combo por tempo limitado, bem como ajudá-lo a não falhar em uma música difícil, caso o modo que permite a falha esteja ativado.
Na bateria, a jogabilidade é semelhante, envolvendo uma nota a menos; o jogador deve acertar um tambor ou prato quando uma nota atinge o final da highway. Há também uma nota de bumbo, representada por uma barra na cor laranja, que pode ser combinada a outras notas, tocada por meio de um pedal.
O jogo também contém um modo que emula a jogabilidade do Guitar Hero Live, último jogo da série, notavelmente diferente à dos outros jogos da franquia, envolvendo seis botões de guitarra ao invés dos cinco padrão.
Clone Hero permite jogar músicas criadas pela comunidade, chamadas de "charts". No entanto, ao contrário dos jogos da série Guitar Hero, essas músicas não precisam ser composições originais e podem, em vez disso, ser qualquer arquivo de áudio que um membro da comunidade deseje transformar em chart. Isso permite que qualquer música seja reproduzida no jogo, além de levar muitos arquivos de áudio humorísticos e/ou não-musicais a serem transformados em charts, bem como a criação de diversas charts intencionalmente impossíveis. A liberdade oferecida pelo sistema do jogo também gerou inúmeras charts criadas como desafios brutais para outros jogadores, muito além da dificuldade encontrada na franquia Guitar Hero original. Enquanto Clone Hero inclui os quatro níveis de dificuldade vistos em Guitar Hero, a grande maioria das charts são projetadas para o modo Expert, último nível de dificuldade.

## Desenvolvimento
Clone Hero iniciou como um pequeno projeto de Ryan Foster, em 2011, então chamado de GuitaRPG, construído no mecanismo XNA e com gráficos 2D bastante simples. Por volta de 2018, o nome do jogo foi alterado para Guitar Game e foi atualizado com pseudo-gráficos 3D feitos com gráficos 2D com perspectiva distorcida. Posteriormente, o projeto foi transferido para o motor de jogo Unity e recebeu sua alteração final de nome, para Clone Hero. O desenvolvimento continuou até 2017, com o primeiro lançamento alfa do jogo.

## Recepção
Clone Hero, junto com Guitar Hero, foi listado como um dos 10 melhores jogos de ritmo pela Gamepur. Clone Hero também fez uma aparição no evento Awesome Games Done Quick 2020.